# Coilodes nigripennis
Coilodes nigripennis är en skalbaggsart som beskrevs av Gilbert John Arrow 1903. Coilodes nigripennis ingår i släktet Coilodes och familjen Hybosoridae. Inga underarter finns listade i Catalogue of Life.